# Sint-Arnolduspark
Het Sint-Arnolduspark is een bedevaartpark op de Tiegemberg in Tiegem, dat tot de West-Vlaamse gemeente Anzegem behoort.
Het park is een overblijfsel van het voormalige Holdebroekbos, en er is een bron in een uitgesneden dal waar zeldzame plantengroei is te vinden. Ook zijn er bijzondere parkbomen en huizen er zeldzame vogels.
Het was Vital Moreels die het initiatief nam tot de aanleg van het park. Zo kwam er in 1866 een neogotische bedevaartkapel, die in de plaats kwam van een eerdere kapel die in 1817 bij de bron was gebouwd als dank voor een genezing. Landschapsarchitect Hubert Van Hulle ontwierp om de kapel heen een park met kunstmatige grotten, bruggetjes, watervalletjes en een houten uitkijktoren, die omstreeks 1900 vervangen werd door de Belvedère, een cementen constructie.
Dit alles leidde tot de komst van bedevaartgangers en toeristen. De bedevaart betrof de heilige Arnold van Soissons, de stichter van de Sint-Pietersabdij in Oudenburg. Die is in 1040 in Tiegem geboren, en dat trekt pelgrims aan. Ook kwamen er kunstenaars wonen, zoals Staf Stientjes die omstreeks 1926 de Villa 't Vossenhol liet bouwen. In 1937 kwam er een openluchttheater bij de bron. Alfons Moortgat schreef speciaal voor deze plek enkele vrome toneelstukken, zoals De Passie van ons Heer.
Ook de Villa Albert werd gebouwd, waar kunstenaars zich tijdelijk konden vestigen.